# Aleksandar Luković
Aleksandar Luković, né le 23 octobre 1982 à Kraljevo (Yougoslavie aujourd'hui Serbie), est un footballeur international serbe, évoluant au poste de défenseur avant de devenir entraîneur.

## Biographie
Aleksandar Luković débute dans le petit club du Sloga Kraljevo lors de la saison 1998-1999, à 16 ou 17 ans. À l'hiver 2002, alors qu'il compte au moins 36 matchs et 6 buts, dont 15 matchs lors de la première partie de la saison, il est recruté par l'Étoile rouge de Belgrade, après un passage au FK Borac Čačak.

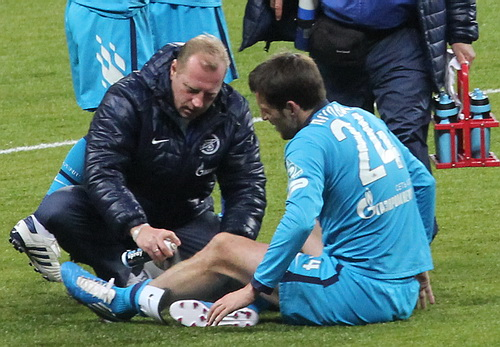
Luković se fait soigner

Peu utilisé (il compte douze matchs en 18 mois), il est prêté en 2003-2004 au FK Jedinstvo Ub à la demande de Slavoljub Muslin, manager du club. Il joue 23 matchs en deuxième division et gagne en maturité. De retour à Belgrade, il devient titulaire. Ses performances lui valent d'être sélectionné en équipe nationale de Serbie-et-Monténégro, avec laquelle il fait ses débuts en août 2005 contre la Pologne.
Durant l'été 2006, il est recruté par l'Udinese pour environ deux millions d'euros. Bloqué par son nombre de joueurs extra-européens, le club le prête à Ascoli pour six mois. Après une première demi-saison timide, il s'impose comme titulaire et réalise trois saisons pleines. Après la Coupe du monde 2010 dont il dispute deux matchs avec sa sélection, le Zénith Saint-Pétersbourg fait une offre de 7 millions d'euros à l'Udinese. Après 107 matchs de Serie A, il part en Russie. 
Arrivé en cours de saison, il s'impose a son poste d'arrière gauche et remporte lors de ses premiers mois le championnat et la coupe de Russie. Son équipe conserve le titre de champion en 2011-2012.

### Équipe nationale
Il honore sa première cape avec la Serbie-Monténégro lors d'un match disputé à Kiev le 23 octobre 2005 contre la Pologne, que l'emporte 3-1. Sélectionné à cinq reprises avec la Serbie-Monténégro, il devient à partir de 2006 international serbe, les deux pays ayant pris leur indépendance.
Grâce à des bonnes performances en club, il est régulièrement titulaire et participe à la Coupe du monde de football 2010 avec sa sélection. Lors du match contre le Ghana lors de la Coupe du monde en Afrique du Sud, il est expulsé après deux cartons jaunes, ce qui lui vaut de manquer le match contre l'Allemagne. Il joue par contre le troisième match de poule contre l'Australie (1-2).
En octobre 2010, lors d'un match qualificatif pour l'Euro 2012, Luković marque un but contre son camp lors d'une défaite à domicile face à l'Estonie. En mars 2011, Luković et son coéquipier Danko Lazović annoncent à la surprise des observateurs leur retraite internationale, afin de se concentrer sur leurs performances en club. Un choix dû notamment à des relations difficiles avec le sélectionneur Vladimir Petrović. Nommé en 2012, Siniša Mihajlović le convainc de revenir en sélection.

## Palmarès

### Étoile rouge de Belgrade
- Vainqueur du Championnat de Yougoslavie en 2001.
- Vainqueur du Championnat de Serbie-et-Monténégro en 2006.
- Vainqueur du Championnat de Serbie en 2016.
- Vainqueur de la Coupe de Yougoslavie en 2002.
- Vainqueur de la Coupe de Serbie-et-Monténégro en 2006.

### Zénith Saint-Pétersbourg
- Vainqueur du Championnat de Russie en 2010 et 2012.
- Vainqueur de la Coupe de Russie en 2010.